# Tuffi ai campionati europei di nuoto 2022 - Trampolino 1 metro femminile
La competizione del trampolino 1 metro femminile ai campionati europei di nuoto di Roma 2022 si è svolta il 16 agosto 2022, presso il complesso natatorio del Foro Italico di Roma, in Italia.
Il turno preliminare si è svolto alle ore 12:00. La finale si è svolta alle 15:10.

## Risultati
In verde sono indicati i finalisti
| Class   | Tuffatrici           | Nazione       | Preliminare | Preliminare | Finale          | Finale          |
| Class   | Tuffatrici           | Nazione       | Punti       | Class       | Punti           | Class           |
| ------- | -------------------- | ------------- | ----------- | ----------- | --------------- | --------------- |
| Oro     | Elena Bertocchi      | Italia        | 256.65      | 1           | 264.25          | 1               |
| Argento | Emma Gullstrand      | Svezia        | 240.15      | 7           | 259.65          | 2               |
| Bronzo  | Chiara Pellacani     | Italia        | 254.25      | 2           | 259.05          | 3               |
| 4       | Jette Müller         | Germania      | 228.00      | 9           | 248.05          | 4               |
| 5       | Emilia Nilsson       | Svezia        | 242.25      | 6           | 243.90          | 5               |
| 6       | Yasmin Harper        | Gran Bretagna | 243.00      | 5           | 242.20          | 6               |
| 7       | Michelle Heimberg    | Svizzera      | 250.50      | 3           | 240.45          | 7               |
| 8       | Daphne Wils          | Paesi Bassi   | 245.15      | 4           | 235.75          | 8               |
| 9       | Naïs Gillet          | Francia       | 225.45      | 11          | 229.25          | 9               |
| 10      | Anna Arnautova       | Ucraina       | 225.80      | 10          | 228.10          | 10              |
| 11      | Clare Cryan          | Irlanda       | 230.40      | 8           | 227.75          | 11              |
| 12      | Madeline Coquoz      | Svizzera      | 222.80      | 12          | 221.95          | 12              |
| 13      | Caroline Kupka       | Norvegia      | 217.95      | 13          | Non qualificate | Non qualificate |
| 14      | Saskia Oettinghaus   | Germania      | 216.90      | 14          | Non qualificate | Non qualificate |
| 15      | Rocío Velázquez      | Spagna        | 216.55      | 15          | Non qualificate | Non qualificate |
| 16      | Aleksandra Błażowska | Polonia       | 210.95      | 16          | Non qualificate | Non qualificate |
| 17      | Anne Tuxen           | Norvegia      | 210.90      | 17          | Non qualificate | Non qualificate |
| 18      | Laura Valore         | Danimarca     | 208.35      | 18          | Non qualificate | Non qualificate |
| 19      | Džeja Patrika        | Lettonia      | 202.95      | 19          | Non qualificate | Non qualificate |
| 20      | Scarlett Mew Jensen  | Gran Bretagna | 198.35      | 20          | Non qualificate | Non qualificate |
| 21      | Amelie-Enya Forster  | Romania       | 191.25      | 21          | Non qualificate | Non qualificate |
| 22      | Lauren Hallaselkä    | Finlandia     | 182.20      | 22          | Non qualificate | Non qualificate |
| 23      | Estilla Mosena       | Ungheria      | 181.80      | 23          | Non qualificate | Non qualificate |
| -       | Kaja Skrzek          | Polonia       | dnf         | dnf         | Non qualificate | Non qualificate |